# Dudenhofen
Dudenhofen este o comună din landul Renania-Palatinat, Germania.